# Dolina klaunoow
Dolina klaunoow – czwarty album studyjny polskiej grupy muzycznej Trzeci Wymiar. Wydawnictwo ukazało się 12 maja 2012 roku nakładem wytwórni muzycznej Labirynt Records. Nagrania zostały wyprodukowane przez DJ Creona, Donatana, Snake'a, Magierę, DJ Kut-O, i Krisa. Płyta była promowana teledyskami do utworów „Ta sama gra”, „Dolina klaunoow”, „Nieważne jak zaczynasz...”, „... ważne jak kończysz”, „Dostosowany 2” z gościnnym udziałem Ras Luta oraz „Nie wierzę w nic już!”.
W dniu 20 czerwca 2012 album został nagrodzony statusem złotej płyty.

## Lista utworów
Źródło.
1. „Intro” (prod. DJ Creon, cuty: DJ Creon) – 1:06
2. „Wywiad” (prod. DJ Creon) – 3:45
3. „Dolina klaunoow” (prod. Donatan, cuty: DJ Twister) – 4:42
4. „Luksusowe getto” (gościnnie: Peja, prod. Donatan) – 4:41
5. „Nie jesteś jednym z nich” (gościnnie: Te-Tris, prod. Snake) – 6:11
6. „Ta sama gra” (prod. DJ Creon, cuty: DJ Creon) – 4:15
7. „Nie wierzę w nic już!” (prod. Snake, cuty: DJ Element) – 4:37
8. „Długopisy” (prod. Magiera) – 3:41
9. „Dostosowany 2” (gościnnie: Ras Luta, prod. KUT-O, cuty: DJ Qmak) – 4:28
10. „Dlaczego on, a nie ja?!” (prod. DJ Creon, cuty: DJ Creon) – 4:05
11. „Architekci placów boju” (prod. Magiera, cuty: DJ Qmak) – 5:17[A]
12. „Myśl” (gościnnie: AZitiZ, Fokus, prod. Donatan) – 4:37
13. „Nieważne jak zaczynasz...” (prod. Donatan, cuty: DJ Qmak) – 3:59
14. „...ważne jak kończysz!” (prod. L.A., cuty: DJ Element) – 4:19
15. „Jesteśmy tym, o co walczymy” (gościnnie: Pih, prod. Kris SCR, cuty: DJ Element) – 6:11[B]
16. „Outro” – 0:56

Notatki
- A^ W utworze wykorzystano sample z piosenki "Piosenka" w wykonaniu Marka Grechuta[11].
- B^ W utworze wykorzystano sample z piosenki "Taką cię wymyśliłem" w wykonaniu Jerzego Połomskiego[11].